# Покровська волость (Олександрівський повіт)
Покровська волость — історична адміністративно-територіальна одиниця Олександрівського повіту Катеринославської губернії.
Станом на 1886 рік складалася з 7 поселень, 3 сільських громад. Населення — 15186 осіб (8085 чоловічої статі та 7101 — жіночої), 2021 дворове господарство.
|                     | Площа, десятин | У тому числі орної, дес. |
| ------------------- | -------------- | ------------------------ |
| Сільських громад    | 41539          | 30060                    |
| Приватної власності | 2371           | 1671                     |
| Казенної власності  | —              | —                        |
| Іншої власності     | 360            | 200                      |
| Загалом             | 44270          | 31931                    |

Основні поселення волості:
- Покровське — село при річці Вовчій за 89 верст від повітового міста, 5898 осіб, 766 дворів, православна церква, земська лікарня, школа, богодільня, арештанський будинок, земська в'язниця, земська станція, 6 лавок, 3 ярмарки на рік, базари по неділях.
- Григорівка (Кривий Ріг) — село при річці Вовчій, 4996 осіб, 694 двір, православна церква, школа, 4 лавки.
- Новомиколаївка — село при річці Терса, 2390 осіб, 362 двори, православна церква, школа, земська станція, 5 лавок, 3 ярмарки на рік.